# Astragalus hezarensis
Astragalus hezarensis es una especie de planta del género Astragalus, de la familia de las leguminosas, orden Fabales.

## Distribución
Astragalus hezarensis se distribuye por Irán.

## Taxonomía
Fue descrita científicamente por Zarre & Podlech. Fue publicada en Sendtnera 7: 242 (2001).